# Nernstia
Nernstia là một chi thực vật có hoa trong họ Thiến thảo (Rubiaceae).

## Loài
Chi Nernstia gồm các loài: